# Миколаївський храм (Вертіївка)
Миколаївський храм — храм споруджений у 19 ст. на місці давнього однойменного дерев'яного храму у с. Вертіївка (Ніжинського району).

## Історія
Точна дата спорудження дерев'яного Свято-Миколаївського храму в с. Вертіївка невідома. За описом 1834 року храм мав вигляд дерев'яної будівлі з дерев'яною дзвіницею. Фундамент та дах на той час знаходився у відносно доброму стані, в той час, як стіни потребували оновлення. В храмі містився один престол в ім'я Святителя Хр. Миколи. Церковного приладдя не вистачало (особливо риз, причотницьких стихарів та лампад). Причот складався з двох священників, одного диякона, двох дяків та пономарів. Присадибної земельної ділянки при церкві не було. Однак, церква мала 16 десятин пашеної та сінокісної землі, яка була подарована їй благодійниками в різний час. Проте, приналежність цієї землі не була закріплена в плані та у межовій книзі. Ділянки оброблювали парафіяни на користь церкви. Прибуток від землеволодіння Свято-Миколаївського храму становив за 1833 рік: за жито — 100 рублів 5 копійок, за сіно — 10 рублів.
Причот Свято-Миколаївського храму постійного окладу не отримував, живучи коштом пожертв від парафіян. Найчастіше жертвували борошно в обсязі від 6 до 8 чвертей для священників та 2 чверті для дяків. Грошові пожертви за виконання церковних служб становили від 10 до 40 копійок, що становило за рік від 100 до 150 рублів для священників та 25 рублів для дяків.
Свято-Миколаївський храм мав дерев'яну богадільню розраховану на трьох осіб.
В 1887 році Свято-Миколаївський храм було споруджено як кам'яний. При цьому споруда отримала елементи історичного архітектурного стилю.
За часів радянської влади у період релігійних гонінь храм було закрито. Будівля поступово приходила в занепад.
В листопаді 1988 року приходська рада отримала ключі від Свято-Миколаївського храму та приступила до його відновлення. Вже 4 грудня 1988 року у храмі було відновлено проведення церковних служб.

## Цікаві факти
В період 1828-1834 років в Свято-Миколаївському храмі служив причот у складі:
- Священник Роман Якович Прокопович — 31 рік[3], син священника, мешкав у власному дерев'яному будинку з землею.
- Священник Стефан Омелянович Гриценков — син священника, мешкав у домі свого батька, намісника Троїцької Вертіївської церкви.
- Диякон Андрій Кирилович Легейдін — 40 років[3], син козака, мешкав у власному дерев'яному будинку з землею.
- Дяк Андрій Іванович Митькевич — 27 років[3], син священника, мешкав у власному дерев'яному будинку з землею.
- Дяк Никифор Іванович Митькевич — син священника, мешкав у домі свого батька..
- Пономар Фалалей Ісидорович Щекун — син священника, мешкав у власному дерев'яному будинку з землею.
- Пономар Іван Антонович Щекун — син дяка, мешкав у свого родича пономаря тої ж церкви Фалалея Щекуна.